# チャールストン (ウェストバージニア州)

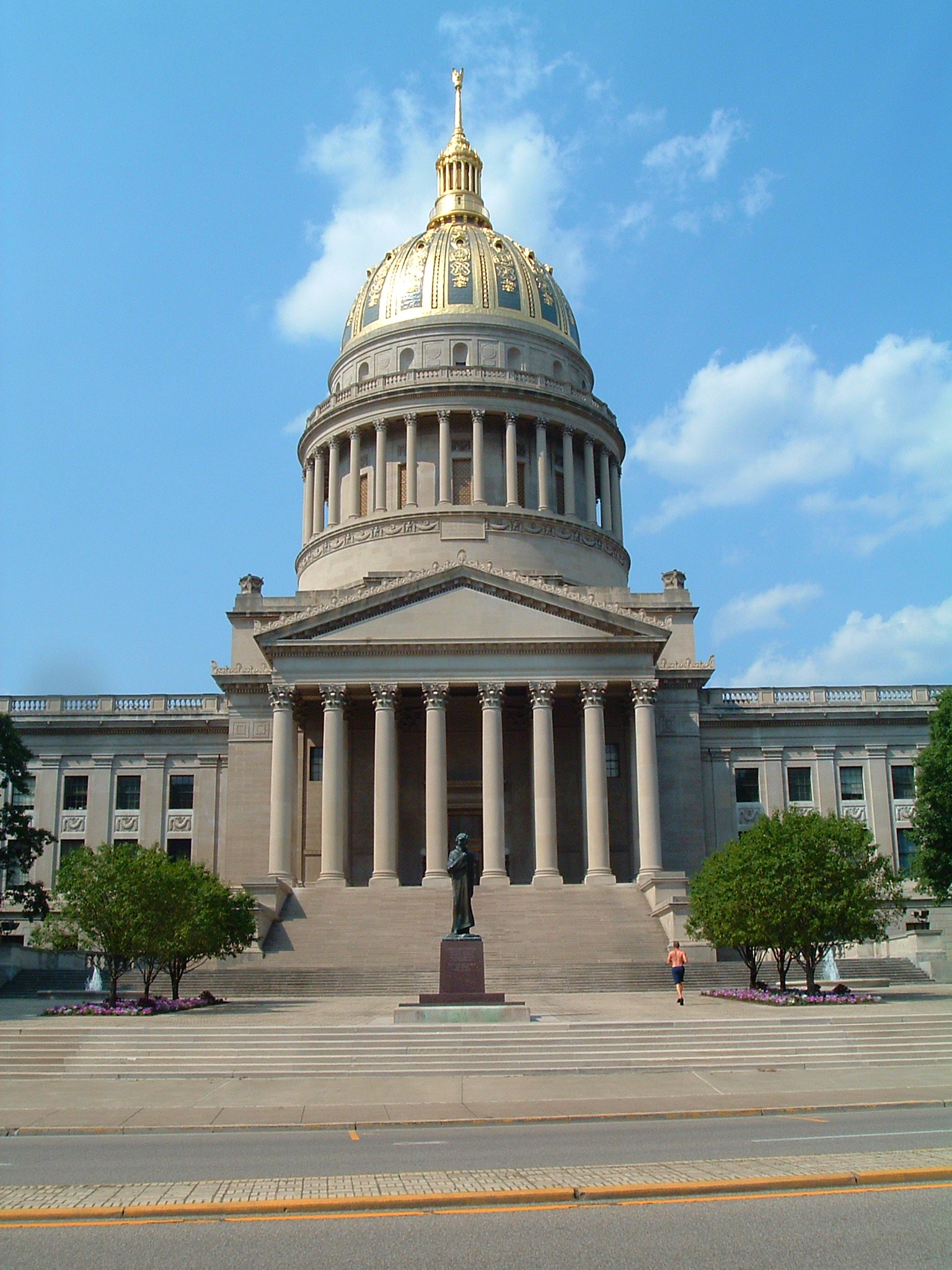
ウェストバージニア州会議事堂

チャールストン（Charleston）は、アメリカ合衆国ウェストバージニア州の州都。人口は4万8864人（2020年）で、州内最大の都市である。アパラチア山脈の西縁、カナー川とエルク川の合流点に位置する。カナー川はオハイオ川に合流する。初めは製塩業（岩塩）や天然ガスが市の産業を支えていた。のちに石炭が見つかり、市および周辺の主要産業となった。市の歴史は古く、1788年に創設、1794年に正式な町となった。

## 歴史

### 開拓時代
チャールストンの歴史は古く、200年前にさかのぼることができる。1774年にカナー川とエルク川の合流点付近の土地1,250エーカーがブリット家に譲渡され、1786年にジョージ・クレンドニン大佐に転売。1788年にクレンドニン大佐がバージニア・レンジャーズ開拓者集団を率いてこの地にリー砦を建設し、この地を大佐の父の名である「チャールズ」にちなんで「チャールズ・タウン」と名付けた。チャールズ・タウンは2つあったため、混同しないよう、こちらは後に「チャールストン」と短縮された（もう1つのチャールズ・タウンは現在もその名のままで州内に残っている）。1794年にチャールストンは正式に町となった。40エーカーの土地に7軒の家が立ち、人口は35人であった。

### 初期の産業
1800年代初頭、カナー川の河岸で岩塩が発見され、1806年に採掘が開始された。製塩業は周辺一帯に経済成長をもたらした。1808年までには1日1,250トンの塩が生産されるようになった。チャールストンに隣接するカナー・サリーンズ（現マルデン）は世界一の製塩地帯となった。1818年には、カナー製塩会社が営業を開始した。
1815年、現在ウェストバージニア州会議事堂がある位置の近くでジェームス・ウィルソン大尉が岩塩の掘削中に天然ガスを発掘した。1817年には石炭が見つかり、製塩業を支える燃料として使われるようになっていった。

### ウェストバージニアの州昇格
1861年の南北戦争開戦まで町は成長を続けた。バージニア州が連邦から脱退し、チャールストンは連邦側と南部連合側に分かれた。1862年9月13日にチャールストンの戦いが勃発。南軍が勝利を収めたが、その占領は長くは続かず、わずか6週間で北軍が戻り、終戦までチャールストンを占領した。終戦までには、カナー川の製塩業は事実上無くなってしまっていた。
バージニア州は連邦から脱退して南部連合側であったにもかかわらず、連邦側がチャールストン、および州西部を占領していたため、州分割の機運が高まった。1863年6月20日に大統領エイブラハム・リンカーンはバージニア州北西部を連邦に戻すと宣言、連邦35番目の州としてウェストバージニア州が誕生した。

### 市が州都に決定
州はできたものの、州都はなかなか決まらなかった。しばらくの間は、州都はチャールストンとホイーリングとの間を絶えず行き来した。州都を決めるため、1877年に州民による最終投票が行われた。1885年についにチャールストンが州都に選ばれ、州会議事堂が建立された。
1921年の火事の後突貫工事で建て直された庁舎は1927年に再び焼失した。しかし、1921年の州法で設置された州庁舎建設委員会により、現在の庁舎を建てることが認められた。建築家カス・ギルバートがデザイン、1000万米ドルの巨費を投じた新しい庁舎は、1932年6月20日についに開かれた。

### 20世紀前半
チャールストンはウェストバージニア州の州都となった。天然ガスや石炭といった豊富な天然資源と鉄道の延伸により、市は化学工業・ガラス・木材・鉄鋼業などの工業都市として発展を遂げた。ダウンタウンは建設ラッシュになった。現在においても、当時立てられた教会やオフィスビルのいくつかはダウンタウンの中心に建っている。

### 20世紀中盤
第二次世界大戦中、全米最大の合成ゴム会社がチャールストン近郊で操業を開始し、軍需産業においてもチャールストンは重要な市になった。1947年にはカナー空港（現イェーガー空港）が開港。この360エーカーの空港を建設するにあたって山を3座切り開き、900万立方ヤードの土を動かすなど、当時としては技術の粋を集めた建設であった。1960年代に入ると州間高速道路が建設され、チャールストンは3本の州間高速道路が交わる要所となった（後述）。

### 1980・90年代
1980年代に入ると、市の再開発が始まった。1983年に開店した3階建てのチャールストン・タウン・センター・モールはその1つで、ミシシッピ川以東では最大の市街地型ショッピングセンターである。1990年代には新しい連邦ビルやリバーフロント・パーク、キャピトル・マーケットなどが建設され、ダウンタウンの再成長を促した。また、チャールストンは州でも一級の医療施設を揃える都市としても知られている。

## 地理

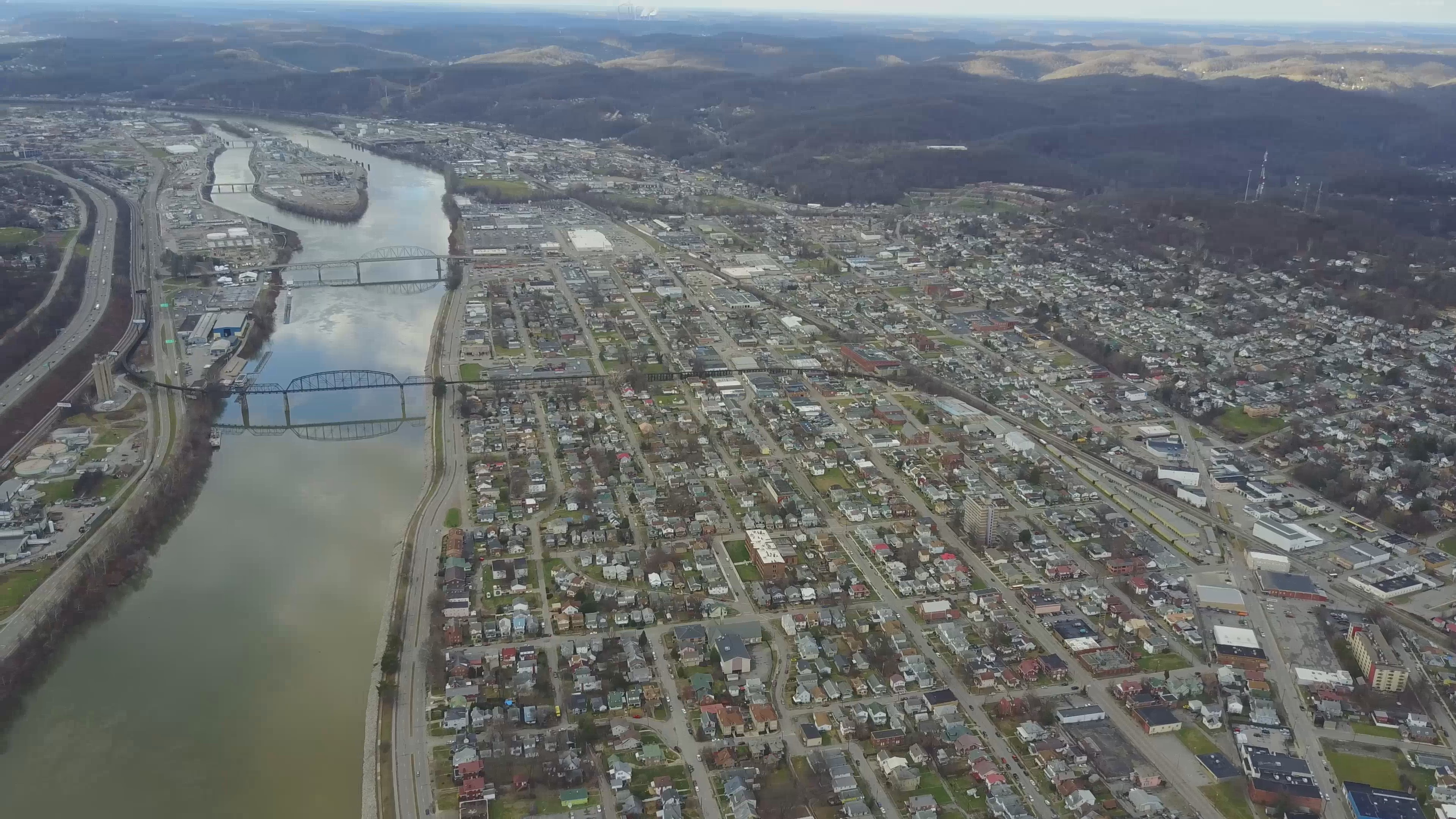
チャールストン・ウェストサイド

チャールストンは北緯38度20分50秒 西経81度38分0秒 / 北緯38.34722度 西経81.63333度に位置している。日本の仙台市（宮城県）や山形市（山形県）とほぼ同緯度である。
アメリカ合衆国統計局によると、チャールストン市は総面積84.7km2（32.7mi2）である。このうち81.8km2（31.6mi2）が陸地で2.8km2（1.1mi2）が水域である。総面積の3.36%が水域となっている。

## 交通

### 空港

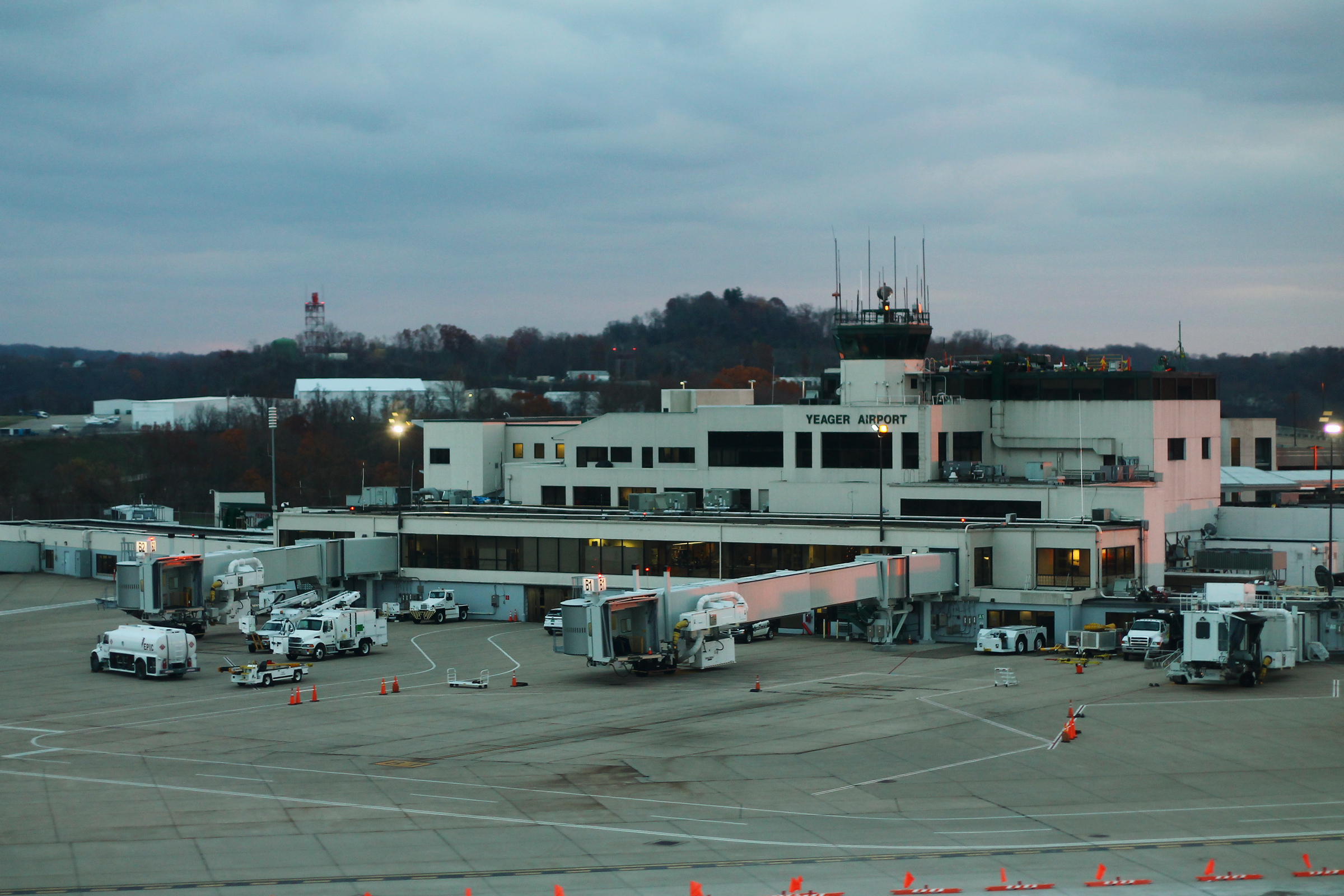
イェーガー空港ターミナル

市の玄関口となっているのはイェーガー空港である。同空港はダウンタウンの東約5kmに位置している。ダウンタウンよりも100m高い丘の上に位置しているため、空港からはダウンタウンを見下ろす格好になる。

### 鉄道
アムトラックのチャールストン駅があり、ニューヨークとシカゴをシンシナティ経由で結ぶ夜行長距離列車カーディナル号が週に3往復停車する。

### バス
グレイハウンドのバスターミナルはダウンタウンにあり、オハイオ州を縦断してコロンバスを経由し、デトロイトに至るバス路線の起点になっている。また、シャーロットやクリーブランドへもバスの便がある。

### 道路
チャールストンのダウンタウンではI-64・I-77・I-79の3本の州間高速道路が交差する。I-64は西へはセントルイスやルイビルに、東へはアパラチア山脈を越えてバージニア州に入り、リッチモンドやノーフォークに通じている。I-77は南北に走る州間高速道路で、クリーブランドを起点とし、シャーロットやサウスカロライナ州の州都コロンビアへと通ずる。I-79はチャールストンを起点としてウェストバージニア州を縦貫し、ペンシルベニア州に入り、ピッツバーグを通ってエリー湖岸でI-90と合流する。これらの州間高速道路によって、チャールストンは山間部であるにもかかわらず中西部・東部・南部のいずれへも至便な交通事情を享受している。全米の人口の60%はチャールストンから車で24時間以内の範囲内に収まっている。

## 教育
チャールストンはウェストバージニア大学の医学部・歯学部の附属病院を抱えている。学生は本部キャンパスのあるモーガンタウンで授業を受けるが、実習はモーガンタウンかチャールストンのいずれかで行うことになる。また、市内には小規模な私立大学であるチャールストン大学もキャンパスを構える。また近郊にはウェストバージニア州立大学、マーシャル大学の大学院もある。
市は3つの高校を抱えている。
- キャピタル高校 - イェーガー空港近くの公立高校。
- ジョージ・ワシントン高校 - サウス・ヒルズ地区の公立高校。ジェニファー・ガーナーは同校の卒業生である。
- チャールストン・カトリック高校 - ダウンタウン東端のカトリック系私立高校。

## 人口動態
| チャールストン市 年代ごとの人口 |          |
| 1850年                          | 1,050人  |
| 1860年                          | 1,520人  |
| 1870年                          | 3,162人  |
| 1880年                          | 4,192人  |
| 1890年                          | 6,742人  |
| 1900年                          | 11,099人 |
| 1910年                          | 22,996人 |
| 1920年                          | 39,608人 |
| 1930年                          | 60,408人 |
| 1940年                          | 67,914人 |
| 1950年                          | 73,501人 |
| 1960年                          | 85,796人 |
| 1970年                          | 71,505人 |
| 1980年                          | 63,968人 |
| 1990年                          | 57,287人 |
| 2000年                          | 53,421人 |
| 2010年                          | 51,400人 |
| 2020年                          | 48,864人 |

以下は2000年国勢調査による人口統計データである。
| 基礎データ - 人口: 53,421人 - 世帯数: 24,505世帯 - 家族数: 13,624家族 - 人口密度:652.7人/km2（1,690.4人/mi2） - 住居数: 27,131軒 - 住居密度: 331.5軒/km2（858.5軒/mi2） 人種別人口構成 - 白人: 80.63% - アフリカ系アメリカ人: 15.07% - ネイティブ・アメリカン: 0.24% - アジア人: 1.83% - 太平洋諸島系: 0.03% - その他の人種: 0.30% - 混血: 1.91% - ヒスパニック・ラテン系: 0.81% 年齢別人口構成 - 18歳未満: 20.7% - 18-24歳: 8.4% - 25-44歳: 27.9% - 45-64歳: 25.3% - 65歳以上: 17.6% - 年齢の中央値: 41歳 - 性比（女性100人あたり男性の人口） - 総人口: 87.3 - 18歳以上: 83.7 | 世帯と家族（対世帯数） - 18歳未満の子供がいる: 23.7% - 結婚・同居している夫婦: 38.9% - 未婚・離婚・死別女性が世帯主: 13.5% - 非家族世帯: 44.4% - 単身世帯: 38.9% - 65歳以上の老人1人暮らし: 14.5%である - 平均構成人数 - 世帯: 2.11人 - 家族: 2.82人 収入と家計 - 収入の中央値 - 世帯: 34,009米ドル - 家族: 47,975米ドル - 性別 - 男性: 38,257米ドル - 女性: 26,671米ドル - 人口1人あたり収入: 26,017米ドル - 貧困線以下 - 対人口: 16.7% - 対家族数: 12.7% - 18歳未満: 24.5% - 65歳以上: 11.3% |

## 文化

### ショッピング
現在、唯一のショッピング・センターであるチャールストン・タウン・センターがある。1983年にオープンしたタウン・センター・モールはショッピングやレストランなどの130の専門店がある3階建ての施設である。メイシーズ、シアーズ、J.C.ペニーはモールの現在のメインとなっている。4番めのメインはウエストバージニア州を中心とする個人の労災補償保険会社であるブリック・ストリート相互保険の新しい本社である。6つの大きな路面店のレストラン、3階には12のファスト・フードがあるフード・コートがある。
他に4つのショッピング・プラザがある。1つはカナワ・シティの近くにあるザ・ショップ・アット・カナワ。他の3つはチャールストンとサウス・チャールストンを分けるサウスリッジにあるサウスリッジ・センター、ダドリー・ファームズ・プラザ、ザ・ショップス・アット・トレイス・フォークである。

## 映画・テレビ

### 映画
- Chillers (1987年) — ダニエル・ボイド監督
- Correct Change (2001年) — マイク・リリー監督
- Unexpected Aphrodisiacs (2001年 短編) — ニコール・プライドモア、マーレット・カーター、サム・ホールドレン監督
- Hurt (2006年) — スコットAマーティン監督
- The Nutz (2007年 短編) — ジェイソン・ブラウン監督
- Audition (2007年 短編) — サム・ホールドレン監督

### テレビ
- Mountain Stage (2001年から)
- World's Strongest Man Competition (2008年)